# Ara Aprikian
Pour les articles homonymes, voir Aprikian.
Ara Aprikian, né le 12 janvier 1966 à Paris, est un dirigeant d'entreprise français, qui a dirigé le pôle gratuit du groupe Canal+ jusqu'au 24 juillet 2015.
Depuis le 23 février 2016, il est le directeur des programmes de TF1.

## Biographie
D'origine arménienne Ara Aprikian est le fils d'un père musicien, et d'une mère couturière. Il grandit à Paris.
Diplômé de l'IEP de Paris et de l'ENSAE, Ara Aprikian a commencé son parcours professionnel en 1990 comme chargé d’études au sein de la centrale d’achat d’espace publicitaire Horizon Média. Il passe par Médiamétrie trois ans plus tard avant de s'intégrer à TF1 en 1995, d'abord au marketing et à la stratégie. En avril 2003, il prend la direction des jeux et de la téléréalité avant de devenir directeur des jeux, variétés et divertissement en 2003[source secondaire souhaitée].
En octobre 2005, Ara Aprikian rejoint le groupe Canal+ au poste de directeur du pôle flux, qui regroupe les magazines, l'information et le divertissement des chaînes Canal+, Canal+ Cinéma et Canal+ Décalé, Cuisine TV, Jimmy et Comédie !. Il remplace à ce poste Jean-Baptiste Jouy.
En septembre 2012, Ara Aprikian devient directeur général adjoint du pôle édition chargé des activités de télévision gratuite du groupe Canal+[source secondaire souhaitée], regroupant les tranches en clair de Canal+, les chaînes D8 et D17 et la chaîne d'information continue I-Télé. Au cours de cette période, il recrute Cyril Hanouna et transfère l'émission Touche pas à mon poste sur D8[réf. nécessaire]. Il démissionne de ce poste le 24 juillet 2015, en réaction à une manœuvre visant à l'écarter[source secondaire souhaitée], avec la majorité du comité exécutif de Canal+, lors de l'acquisition de la chaîne par Vivendi.
Depuis le 23 février 2016, il est le nouveau directeur des programmes de TF1, recruté par le nouveau PDG Gilles Pélisson. À cette fonction, il organise l'intégration de l'animateur Yann Barthès et de sa nouvelle émission Quotidien, pour positionner la chaîne TMC comme concurrente directe de D8.
C'est également lui qui organise l'arrivée d'Alain Chabat dans le Groupe TF1, d'abord sur TMC en 2018, en demandant que ce soit lui qui anime Burger Quiz, puis sur TF1 en 2022, en lui proposant d'animer le Late avec Alain Chabat.